# Последња војвоткиња (роман)
Последња војвоткиња (енгл. My Last Duchess) је роман америчке продуценткиње и писаца Дејзи Гудвин. Објављен је 1. августа 2010. године у Уједињеном Краљевству.

## Радња
Крајем деветнаестог века, „позлаћено доба“ у Америци изнедрило је бројне милионере чије су се кћери по образовању, укусу и отмености могле равнати с припадницама највећих племићких кућа у Европи, али којима родитељи нису могли подарити оно кључно – титулу. У исто време, многе европске аристократске породице грцају у дуговима и посматрају своја имања и замкове како пропадају: идеална прилика за обе стране, за једне могућност да се амерички новац искористи за обнову некадашњег сјаја, за друге шанса да дречави сјај скоројевићког богатства пригуше патином неког вековима старог презимена. Једна од таквих милионерских кћери јесте и Кора Кеш.
Срчана, својеглава, помало себична али пуна живота, Кора је девојка која заправо тежи за слободом. Свесна да је наследница можда и највећег богатства у Америци, она зна и то да уздахе око ње не изазива њена лепота, већ новац њених родитеља.
Када је мајка пошаље у Енглеску не би ли јој обезбедила аристократски брак, Кора бива изненађена добродошлицом на коју наилази. Велике енглеске куће у које ће одлазити на пријеме имају хладну и одбојну атмосферу прожету интригама господе и шапутањем послуге. Тек када преда своје срце човеку кога једва и да познаје, Кора ће схватити да не разуме правила игре у којој се нашла а да ће победник одлучивати о њеној будућности.

## Преводи и издања
| датум                   | држава                    | назив                | језик    | издавач         |
| ----------------------- | ------------------------- | -------------------- | -------- | --------------- |
| 1. август 2010.         | Велика Британија          | My Last Duchess      | енглески | Headline Review |
| јун. 2011.              | Сједињене Државе и Канада | The American Heiress | енглески |                 |
| 2012. 13. октибар 2013. | Србија                    | Последња војвоткиња  | српски   | Алнари Лагуна   |